# Scaphiopus hurterii
A Scaphiopus hurterii a kétéltűek (Amphibia) osztályának békák (Anura) rendjébe és a lapátlábúbéka-félék (Scaphiopodidae) családjába, azon belül a Scaphiopus nembe tartozó faj.

## Taxonómiai helyzete
Egykor a Scaphiopus holbrookii alfajaként tartották számon, de mára önálló fajként ismerik el. A hurterii név a svájci-amerikai természettudósnak, a St. Louis-i Tudományos Akadémia kurátorának, Julius Hurternek a tiszteletére született.

## Előfordulása
A Scaphiopus hurterii az Amerikai Egyesült Államokban, Oklahoma keleti részén, Arkansas középső és délnyugati részén, Louisiana nyugati részén Texas déli területeiig, valamint  feltehetően Mexikó északkeleti részén honos.
Élőhelye homokos, kavicsos vagy puha, könnyű talajok, erdős vagy fátlan területeken, homokos nyílt erdőkben és szavannákon, valamint bozótosokban fordul elő. Az inaktív időszakokban a föld alá ássa magát. A szaporodásra a heves esőzések után kialakult ideiglenes pocsolyákban kerül sor.

## Természetvédelmi helyzete
A vörös lista a nem fenyegetett fajok között tartja nyilván. Populációja stabil. A faj számára a mezőgazdaság és lakott területek jelentenek veszélyt. 